# 朱潛
朱潜（1194年—1260年），江南東路徽州（原新安郡）婺源縣出身，南宋理學家朱熹曾孫。歷任翰林學士、太學士、秘書閣直學士。
在1224年與家族及同僚亡命高麗，因後來元朝向高麗索要南宋舊臣，故改名積德隠居，並成為新安朱氏之祖。

## 家族
- 曾祖父：朱熹
- 祖父：朱埜（安陽候）
- 父：朱鋸（忠武公）
- 子：朱餘慶（樞密院密直司）
- 孫：朱悅（知都僉議事）